# 2551 Декабрина
2551 Декабрина (2551 Decabrina) — астероїд головного поясу, відкритий 16 грудня 1976 року.
Тіссеранів параметр щодо Юпітера — 3,184.